# The Lost Village
The Lost Village (lett. "Il villaggio perduto"), in originale Mayoiga (迷家-マヨイガ-? lett. "La casa delle illusioni"), è una serie televisiva anime scritta da Mari Okada e prodotta da Diomedéa per la regia di Tsutomu Mizushima. Trasmessa in Giappone dal 1º aprile al 17 giugno 2016, è stata proposta in streaming, in versione simulcast, in Italia e nel resto del mondo, ad eccezione dell'Asia, da Crunchyroll. Una serie di romanzi spin-off, scritta da Tsukasa Tsuchiya ed illustrata da Kei, ha avuto inizio il 17 agosto 2016.

## Trama
Un gruppo di trenta giovani uomini e donne viaggia su un bus per raggiungere il villaggio di Nanaki, un luogo di dubbia esistenza: secondo le leggende si vocifera che sia un posto utopico, libero dagli ostacoli del mondo, perfetto per chi vuole lasciare la routine di tutti i giorni, curare le proprie ferite interne, abbandonare la disperazione e ricominciare la vita da zero. Ma arrivati in fondo tra le montagne, i viaggiatori trovano solo un villaggio disabitato, in decadenza e con qualche traccia di vita. La verità su Nanaki deve ancora essere scoperta.

## Personaggi
Mitsumune (光宗?)
Doppiato da: Kōdai Sakai
Masaki (真咲?)
Doppiata da: Yūka Aisaka
Hayato (颯人?)
Doppiato da: Taku Yashiro
Koharun (こはるん?)
Doppiata da: Kaoru Sakura
Valkana (ヴァルカナ?, Varukana)
Doppiato da: Tatsuhisa Suzuki
Lion (リオン?, Rion)
Doppiata da: Hiromi Igarashi

## Episodi
| Nº | Titolo italiano Giapponese 「Kanji」 - Rōmaji                                                       | In onda        | In onda |
| Nº | Titolo italiano Giapponese 「Kanji」 - Rōmaji                                                       | Giapponese     |         |
| 1  | Rifletti bene prima di attraversare 「鉄橋を叩いて渡る」 - Tekkyō o tataite wataru                  | 1º aprile 2016 |         |
| 2  | Nebbia fitta 「一寸先は霧」 - Issunsaki wa kiri                                                     | 8 aprile 2016  |         |
| 3  | Distacco 「傍若無人」 - Bōjakubujin                                                                 | 15 aprile 2016 |         |
| 4  | L'annegamento di Yottsun 「よっつんの川流れ」 - Yottsun no kawanagare                               | 22 aprile 2016 |         |
| 5  | Con tre Yuna si fa confusione 「ユウナ3人いると紛らわしい」 - Yūna sannin iru to magirawashii       | 29 aprile 2016 |         |
| 6  | L'immoralità del monaco 「坊主の不道徳」 - Bōzu no fudōtoku                                         | 6 maggio 2016  |         |
| 7  | Cospira finché il demone non c'è 「鬼のいぬ間に悪だくみ」 - Oni no inu aida ni warudakumi           | 13 maggio 2016 |         |
| 8  | Visitate Nanaki prima di accusare Masaki 「納鳴訪ねて真咲を疑う」 - Nanaki tazunete Masaki o utagau | 20 maggio 2016 |         |
| 9  | Freddo cupido 「月下氷結」 - Gekka hyōketsu                                                         | 27 maggio 2016 |         |
| 10 | Pericolo passato, dio dimenticato 「苦しい時の神様頼み」 - Kurushii toki no kamisama tanomi         | 3 giugno 2016  |         |
| 11 | Canta sull'autobus che ti passa 「バスに乗れば唄心」 - Basu ni noreba utagokoro                     | 10 giugno 2016 |         |
| 12 | Il Nanaki è lo specchio dell'anima 「ナナキは心の鏡」 - Nanaki wa kokoro no kagami                  | 17 giugno 2016 |         |